# Hyllisia
Hyllisia är ett släkte av skalbaggar. Hyllisia ingår i familjen långhorningar.

## Dottertaxa tillHyllisia, i alfabetisk ordning[1]
- Hyllisia aethiopica
- Hyllisia albifrons
- Hyllisia albocincta
- Hyllisia albolateralis
- Hyllisia albolineata
- Hyllisia albolineatipennis
- Hyllisia albostictica
- Hyllisia angustata
- Hyllisia antennata
- Hyllisia chinensis
- Hyllisia conradti
- Hyllisia consimilis
- Hyllisia damarensis
- Hyllisia delicatula
- Hyllisia densepunctata
- Hyllisia flava
- Hyllisia flavicans
- Hyllisia flavomarmorata
- Hyllisia flavostictica
- Hyllisia flavovittata
- Hyllisia imitans
- Hyllisia indiana
- Hyllisia indica
- Hyllisia insetosa
- Hyllisia javanica
- Hyllisia kenyensis
- Hyllisia koui
- Hyllisia laterialba
- Hyllisia leucosuturata
- Hyllisia lineata
- Hyllisia lineatopicta
- Hyllisia loloa
- Hyllisia madecassa
- Hyllisia minor
- Hyllisia multigriseovittata
- Hyllisia multilineata
- Hyllisia niveovittata
- Hyllisia obliquepicta
- Hyllisia occidentalis
- Hyllisia ochreovittata
- Hyllisia ochreovittipennis
- Hyllisia persimilis
- Hyllisia picta
- Hyllisia pseudolineata
- Hyllisia quadricollis
- Hyllisia quadriflavicollis
- Hyllisia quinquelineata
- Hyllisia ruficolor
- Hyllisia rufipes
- Hyllisia saigonensis
- Hyllisia shembaganurensis
- Hyllisia somaliensis
- Hyllisia strandi
- Hyllisia subvariegata
- Hyllisia sumatrana
- Hyllisia suturalis
- Hyllisia suturaloides
- Hyllisia taihokensis
- Hyllisia tonkinea
- Hyllisia tonkinensis
- Hyllisia triguttata
- Hyllisia trivittata
- Hyllisia truncata
- Hyllisia unicoloricornis
- Hyllisia uniformis
- Hyllisia variegata
- Hyllisia vicina
- Hyllisia virgata
- Hyllisia vittipennis